# Belgische kampioenschappen atletiek 1941
De Belgische kampioenschappen atletiek 1941 alle categorieën vonden voor de mannen plaats op 3 augustus in het Olympisch Stadion van Antwerpen en op 15 augustus in het Joseph Marienstadion in Vorst. De 10.000 m werd niet gehouden. 
De kampioenschappen voor vrouwen vonden op 27 juli plaats in het gemeentelijk stadion van Etterbeek.

## Uitslagen

### 100 m
| rang   | atleet          | prestatie |
| ------ | --------------- | --------- |
| Goud   | Julien Saelens  | 10,8 s    |
| Zilver | Pol Braekman    | 10,9 s    |
| Brons  | Dieudonné Guthy | 11,0 s    |

| rang   | atlete               | prestatie |
| ------ | -------------------- | --------- |
| Goud   | Emilienne Dechaineux | 15,2 s    |
| Zilver | Mimi Simon           |           |
| Brons  | Paula De Crock       |           |

### 200 m/150 m
| rang   | atleet            | prestatie |
| ------ | ----------------- | --------- |
| Goud   | Julien Saelens    | 22,3 s    |
| Zilver | Dieudonné Guthy   | 23,0 s    |
| Brons  | François Braekman | 23,2 s    |

| rang   | atlete            | prestatie |
| ------ | ----------------- | --------- |
| Goud   | Catherine Stevens | 23,0 s    |
| Zilver | Mimi Simon        |           |
| Brons  | Denise Andrès     |           |

### 400 m
| rang   | atleet              | prestatie |
| ------ | ------------------- | --------- |
| Goud   | Piet Smet           | 51,4 s    |
| Zilver | Ludo Keirsmackers   | 52,5 s    |
| Brons  | Willy Vanderzwalmen | 52,6 s    |

### 800 m/600 m
| rang   | atleet           | prestatie |
| ------ | ---------------- | --------- |
| Goud   | Richard Brancart | 1.58,5    |
| Zilver | Desiré Schelfout | 2.01,4    |
| Brons  | Henri Ingels     | 2.02,1    |

| rang   | atlete       | prestatie |
| ------ | ------------ | --------- |
| Goud   | Jeanne Wynen |           |
| Zilver |              |           |
| Brons  |              |           |

### 1500 m
| rang   | atleet           | prestatie |
| ------ | ---------------- | --------- |
| Goud   | Joseph Mostert   | 4.05,0    |
| Zilver | Nazaire Dewolf   | 4.06,8    |
| Brons  | Cyrille De Vuyst | 4.08,2    |

### 5000 m
| rang   | atleet         | prestatie |
| ------ | -------------- | --------- |
| Goud   | Ward Schroeven | 15.33,0   |
| Zilver | Gaston Reiff   | 15.34,0   |
| Brons  | Robert Nevens  | 15.38,8   |

### 110 m horden/80 m horden
| rang   | atleet            | prestatie |
| ------ | ----------------- | --------- |
| Goud   | Pol Braekman      | 15,3 s    |
| Zilver | Piet Van de Sype  | 16,0 s    |
| Brons  | Albert De Wachter | 18,5 s    |

| rang   | atlete | prestatie |
| ------ | ------ | --------- |
| Goud   |        |           |
| Zilver |        |           |
| Brons  |        |           |

### 200 m horden
| rang   | atleet            | prestatie |
| ------ | ----------------- | --------- |
| Goud   | Claude Schwartz   | 26,1 s    |
| Zilver | Henri Regemeutter | 27,1 s    |
| Brons  | Pieter Libesens   | 27,3 s    |

### 400 m horden
| rang   | atleet            | prestatie |
| ------ | ----------------- | --------- |
| Goud   | Claude Schwartz   | 57,2 s    |
| Zilver | Henri Regemeutter | 58,3 s    |
| Brons  | Pieter Libesens   | 60,8 s    |

### 3000 m steeple
| rang   | atleet          | prestatie |
| ------ | --------------- | --------- |
| Goud   | Pradel Moreels  | 9.51,0    |
| Zilver | René Van Broeck | 9.57,8    |
| Brons  | François Melis  | 10.22,6   |

### Verspringen
| rang   | atleet            | prestatie |
| ------ | ----------------- | --------- |
| Goud   | Émile Binet       | 6,75 m    |
| Zilver | François Braekman | 6,53 m    |
| Brons  | René Libert       | 6,49 m    |

| rang   | atlete           | prestatie |
| ------ | ---------------- | --------- |
| Goud   | Denise Andrès    | 4,11 m    |
| Zilver | Simonne De Weeze | 4,04 m    |
| Brons  | José Thys        | 3,74 m    |

### Hink-stap-springen
| rang   | atleet           | prestatie |
| ------ | ---------------- | --------- |
| Goud   | Jean Huylebroeck | 13,02 m   |
| Zilver | Marcel Denis     | 12,50 m   |
| Brons  | Jean Block       | 11,54 m   |

### Hoogspringen
| rang   | atleet           | prestatie |
| ------ | ---------------- | --------- |
| Goud   | Jacques Buxant   | 1,70 m    |
| Zilver | P. Demesmaeker   | 1,67 m    |
| Brons  | Piet Van de Sype | 1,65 m    |

| rang   | atlete               | prestatie |
| ------ | -------------------- | --------- |
| Goud   | Catherine Stevens    | 1,30 m    |
| Zilver | Emilienne Dechaineux | 1,30 m    |
| Brons  | Paula De Crock       | 1,30 m    |

### Polsstokhoogspringen
| rang   | atleet                 | prestatie |
| ------ | ---------------------- | --------- |
| Goud   | Frans Van Peteghem     | 3,60 m    |
| Zilver | Albert Vanherck        | 3,30 m    |
| Brons  | Roland Van Vlierberghe | 3,20 m    |

### Kogelstoten
| rang   | atleet         | prestatie |
| ------ | -------------- | --------- |
| Goud   | Maurice Magits | 12,205 m  |
| Zilver | Auguste Vos    | 11,75 m   |
| Brons  | Georges Ongena | 11,295 m  |

| rang   | atlete               | prestatie |
| ------ | -------------------- | --------- |
| Goud   | Emilienne Dechaineux | 7,30 m    |
| Zilver | José Thys            | 7,22 m    |
| Brons  | Cardoen              | 6,53 m    |

### Discuswerpen
| rang   | atleet         | prestatie |
| ------ | -------------- | --------- |
| Goud   | Auguste Vos    | 38,86 m   |
| Zilver | Albert Arnould | 37,59 m   |
| Brons  | Maurice Magits | 36,13 m   |

| rang   | atlete            | prestatie |
| ------ | ----------------- | --------- |
| Goud   | Catherine Stevens | 26,85 m   |
| Zilver | Jeanne Wynen      | 24,75 m   |
| Brons  | Elza Vandevelde   | 23,70 m   |

### Speerwerpen
| rang   | atleet           | prestatie |
| ------ | ---------------- | --------- |
| Goud   | Émile Ninnin     | 51,21 m   |
| Zilver | Hector Herremans | 48,91 m   |
| Brons  | Jules Herremans  | 47,625 m  |

| rang   | atlete           | prestatie |
| ------ | ---------------- | --------- |
| Goud   | Paula De Crock   | 21,83 m   |
| Zilver | Estelle Fourneau | 21,76 m   |
| Brons  | Elza Vandevelde  | 21,71 m   |

1889 · 
1890 · 
1891 · 
1892 · 
1893 · 
1894 · 
1895 · 
1896 · 
1897 · 
1898 · 
1899 · 
1900 · 
1901 · 
1902 · 
1903 · 
1904 · 
1905 · 
1906 ·
1907 ·
1908 · 
1909 · 
1910 · 
1911 · 
1912 · 
1913 · 
1914 · 
1919 · 
1920 · 
1921 · 
1922 · 
1923 · 
1924 · 
1925 · 
1926 · 
1927 · 
1928 · 
1929 · 
1930 · 
1931 · 
1932 · 
1933 · 
1934 · 
1935 · 
1936 · 
1937 · 
1938 · 
1939 · 
1940 · 
1941 · 
1942 · 
1943 · 
1944 · 
1945 · 
1946 · 
1947 · 
1948 · 
1949 · 
1950 · 
1951 · 
1952 · 
1953 · 
1954 · 
1955 · 
1956 · 
1957 · 
1958 · 
1959 · 
1960 · 
1961 · 
1962 · 
1963 · 
1964 · 
1965 · 
1966 · 
1967 · 
1968 · 
1969 · 
1970 · 
1971 · 
1972 · 
1973 · 
1974 · 
1975 · 
1976 · 
1977 · 
1978 · 
1979 · 
1980 · 
1981 · 
1982 · 
1983 · 
1984 · 
1985 · 
1986 · 
1987 · 
1988 · 
1989 · 
1990 · 
1991 · 
1992 · 
1993 · 
1994 ·
1995 · 
1996 · 
1997 · 
1998 · 
1999 · 
2000 · 
2001 · 
2002 · 
2003 · 
2004 · 
2005 · 
2006 · 
2007 · 
2008 · 
2009 · 
2010 · 
2011 · 
2012 · 
2013 · 
2014 · 
2015 · 
2016 · 
2017 · 
2018 · 
2019 · 
2020 · 
2021 · 
2022 · 
2023 · 
2024